# Stradivarius de Jean-Marie Leclair

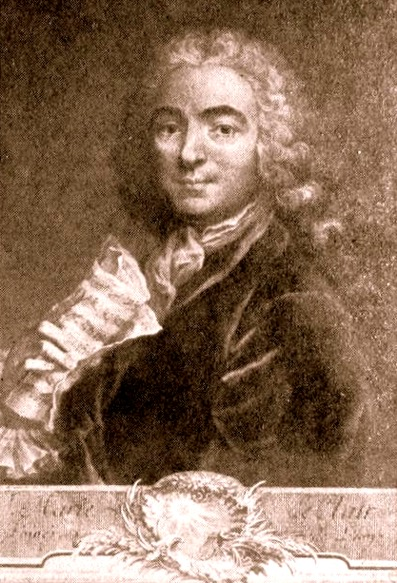
Jean-Marie Leclair

Le stradivarius de Leclair également appelé le Noir est un violon fabriqué par Antonio Stradivarius en 1721 à Crémone. Il doit son nom au violoniste français Jean-Marie Leclair (1697-1764), qui le possédait jusqu'à son assassinat. La tache noire faite par la main de Leclair au moment du décès reste visible aujourd'hui sur l'instrument.
Il est joué actuellement par Guido Rimonda à qui il a été offert par une famille anonyme (pour le public) en 1994.